# Охтерзум
Охтерзум (њем. Ochtersum) општина је у њемачкој савезној држави Доња Саксонија. Једно је од 19 општинских средишта округа Витмунд. Према процјени из 2010. у општини је живјело 931 становника. Посједује регионалну шифру (AGS) 3462012.

## Географски и демографски подаци
Охтерзум се налази у савезној држави Доња Саксонија у округу Витмунд. Општина се налази на надморској висини од 5 метара. Површина општине износи 10,8 km². У самом мјесту је, према процјени из 2010. године, живјело 931 становника. Просјечна густина становништва износи 86 становника/km².